# Aurelijus Pukelis
Aurelijus Pukelis (Silale, 17 de maio de 1994) é um jogador de basquete lituano.

## Carreira
Pukelis compete na equipe Marijampolė Sūduva-Mantinga, que pertence à NKL.
Em 2019, junto com a seleção masculina de basquete 3x3 da Lituânia, estreou no Campeonato Europeu e conquistou medalhas de bronze. Em 2023, Pukelis, com a seleção, conquistou as medalhas de prata no Campeonato Europeu.
Nos Jogos Olímpicos de Verão de 2024, em Paris, conquistou a medalha de bronze no torneio masculino do basquetebol, após vencer confronto contra a equipe letã por 21–18 na decisão do terceiro lugar, ao lado de Šarūnas Vingelis, Gintautas Matulis e Evaldas Džiaugys.